# Ereño (ort)
Ereño är en ort i Spanien.   Den ligger i provinsen Bizkaia och regionen Baskien, i den norra delen av landet, 300 km norr om huvudstaden Madrid. Ereño ligger 256 meter över havet och antalet invånare är 259.
Terrängen runt Ereño är lite kuperad, och sluttar norrut. Runt Ereño är det glesbefolkat, med 16 invånare per kvadratkilometer. Närmaste större samhälle är Bilbao, 11,3 km nordväst om Ereño. I omgivningarna runt Ereño växer i huvudsak blandskog.